# Pales maculata
Pales maculata là một loài ruồi trong họ Tachinidae.